# Gorgyrella schreineri
Gorgyrella schreineri là một loài nhện trong họ Idiopidae.
Loài này thuộc chi Gorgyrella. Gorgyrella schreineri được William Frederick Purcell miêu tả năm 1903.